# Luminița-Maria Jivan
Luminița-Maria Jivan (n. 7 ianuarie 1985

) este o fostă deputată română, aleasă în legislatura 2016-2020.

## Controverse
Pe 7 aprilie 2020 Luminița Jivan a fost trimisă în judecată de procurorii DNA. Acesta este acuzată de folosirea influenței sau autorității în scopul obținerii pentru sine sau pentru altul de foloase necuvenite. În acest dosar au mai fost trimiși în judecată alți 3 parlamentari Dorel Căprar, Florin Tripa și Ioan Chisăliță.
Pe 14 decembrie 2020 Luminița Jivan a fost trimisă în judecată de DNA pentru folosire a influenței ori autorității unei persoane care îndeplinește o funcție de conducere într-un partid
Pe 5 martie 2025 Curtea de Apel Timișoara a achitat-o definitiv pe Luminița Jivan în acest dosar.